# Karl Rausch
Karl Rausch (ur. 1891, zm. ?) – zbrodniarz nazistowski, członek załogi niemieckiego obozu koncentracyjnego Dachau  i SS-Sturmscharführer.
W latach 1943–1944 kierował komandem więźniarskim w podobozie KL Dachau – Schleischeim. Uczestniczył również w ewakuacji obozu. W procesie załogi Dachau (US vs. Josef Hintermayer i inni), który miał miejsce w dniach 4–5 marca 1947 przed amerykańskim Trybunałem Wojskowym w Dachau skazany został na 2,5 roku pozbawienia wolności za znęcanie się nad podległymi mu więźniami.